# Santa ('ndrangheta)
(durante una intercettazione nel 2014 a Castello Brianza (LC))

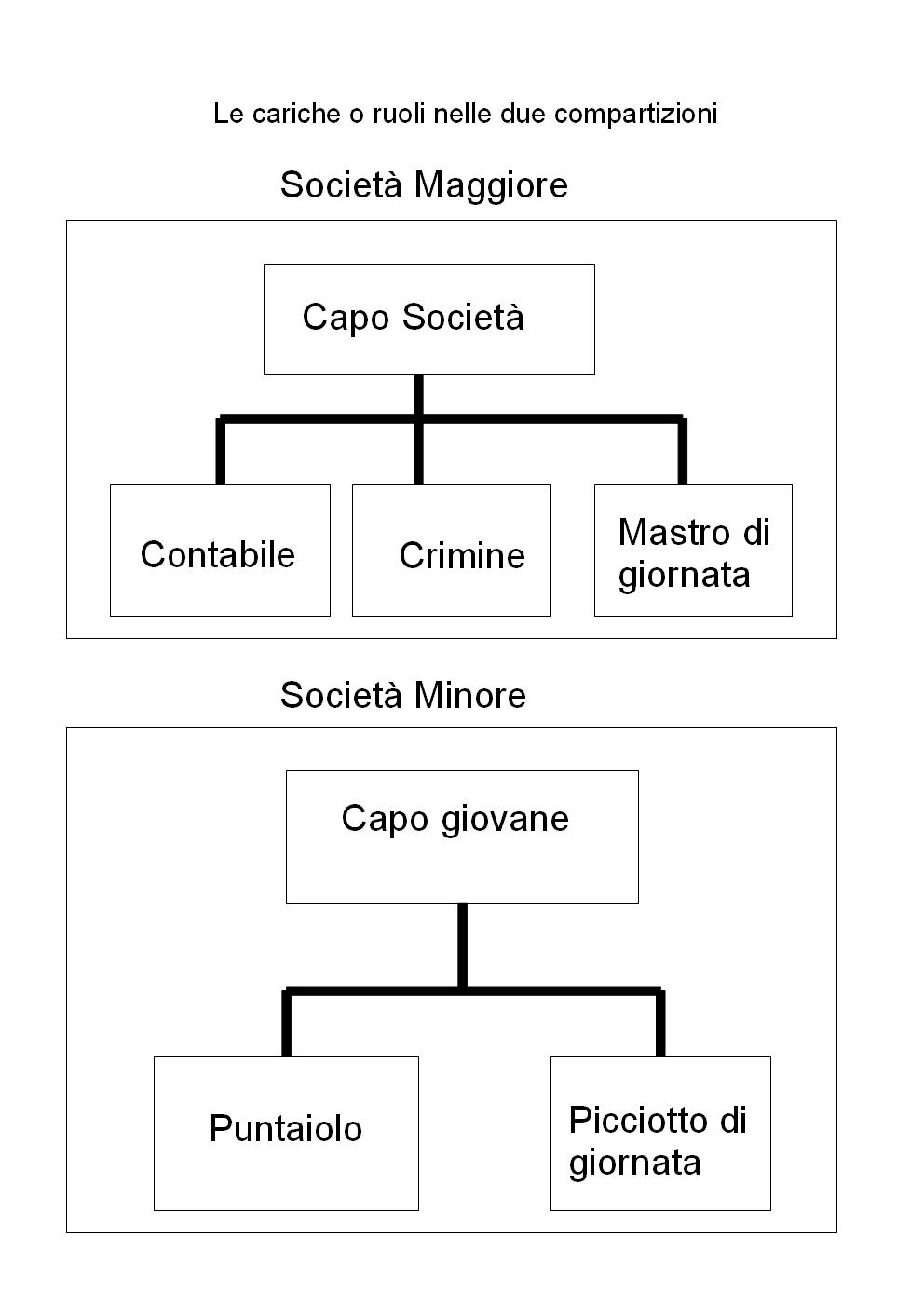
Le cariche nella gestione di un Locale che ha una Società Maggiore e Minore detta anche Società

La Santa o Società maggiore è un'organizzazione malavitosa, secondo le confessioni dei pentiti, nata a metà degli anni settanta in seno alla 'Ndrangheta. Chi fa parte di questa associazione viene chiamato santista, ed è uno degli ultimi gradi della gerarchia calabrese. Si ritiene che i santisti delle varie locali si riuniscano annualmente ad Africo.

## Storia

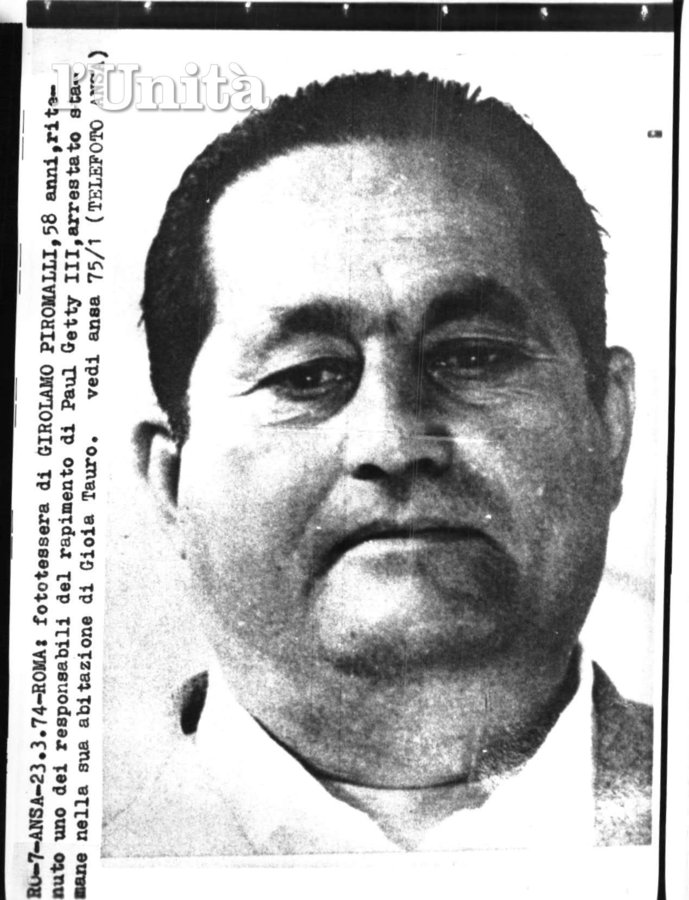
Girolamo Piromalli

Nacque a metà degli anni settanta del XX secolo, con l'esigenza di conferire con uomini non appartenenti alla 'Ndrangheta per poter meglio gestire gli affari illeciti e avere accesso al potere. Per arrivare ai livelli alti del potere bisognava avere come tramite gli appartenenti alla massoneria che spesso non erano affidabili. Il pentito Gaetano Costa afferma che fu Girolamo Piromalli a introdurre la regola che chi fosse santista poteva avere contatti anche con la massoneria. Si ebbero però ben presto disaccordi, soprattutto da parte di Antonio Macrì e Domenico Tripodo, per il fatto che il "Santista" poteva tradire la propria 'ndrina per salvare l'organizzazione santista. Il pentito Lauro però affermò che lo stesso Macrì fosse un massone.
All'inizio l'associazione poteva essere composta solo da 33 elementi, ma per le richieste pressanti di molti 'ndranghetisti il numero fu incrementato fino a far creare, per i troppi appartenenti, un grado superiore il Vangelo, di cui parla anche il collaboratore di giustizia Pino Scriva. Nel giugno 1987 viene ritrovato a Pellaro a casa dello 'ndraghetista Giuseppe Chilà il primo codice riguardante i riti della Santa. Nel 1992 dopo l'operazione Olimpia si ebbero maggiori informazioni, si scoprirono le persone che fecero accedere i santisti nella massoneria calabrese: il notaio Pietro Marrapodi, Pasquale Modafferi e il capo-loggia Cosimo Zaccone. Il 19 settembre 2014, per la prima volta, viene pubblicato un filmato registrato dal ROS dei carabinieri di Milano, nell'ambito dell'operazione Insubria, che mostra il passaggio alla dote di Santa a Castello Brianza (LC), è inoltre il primo video a riprendere un rito di un'organizzazione criminale di stampo mafioso.

## Caratteristiche
In precedenza potevano essere massimo 33, ma col tempo ne furono accettati anche di più. Chi appartiene alla Santa può avere contatti con persone non affiliate e che hanno prestato giuramento ad altri corpi come: polizia, carabinieri, politici, magistratura e soprattutto con la massoneria.
La Santa inoltre possiede regole diverse da quella consuete alla 'Ndrangheta: infatti per formare un'organizzazione di Santa o Società maggiore all'interno di una locale servono almeno 7 persone col grado di santista.
Secondo il collaboratore di giustizia Bartolomeo Arena (Operazione Rinascita-Scott del 2019), intraneo al Buon ordine di Vibo Valentia con dote di tre quartino, la Santa sarebbe una dote di passaggio, che una volta conferita viene mantenuta al massimo 6 mesi, per poi passare a quella successiva di Vangelo.
Solo 7 'ndranghetisti in Calabria possono mantenere la dote di Santa a vita.

## Le doti della Società maggiore
Doti in ordine di valore dal più basso al più alto di chi appartiene alla Società maggiore:
- Santa
- Vangelo
- Quartino e trequartino
- Padrino o Quintino
- Crociata (scoperta nel 2010)
- Stella (scoperta nel 2010)
- Bartolo (scoperta nel 2010)
- Mammasantissima o Mamma (scoperta nel 2010)
- Infinito (scoperta nel 2010)
- Conte Ugolino (scoperta nel 2010)

## Protettori e segni di riconoscimento

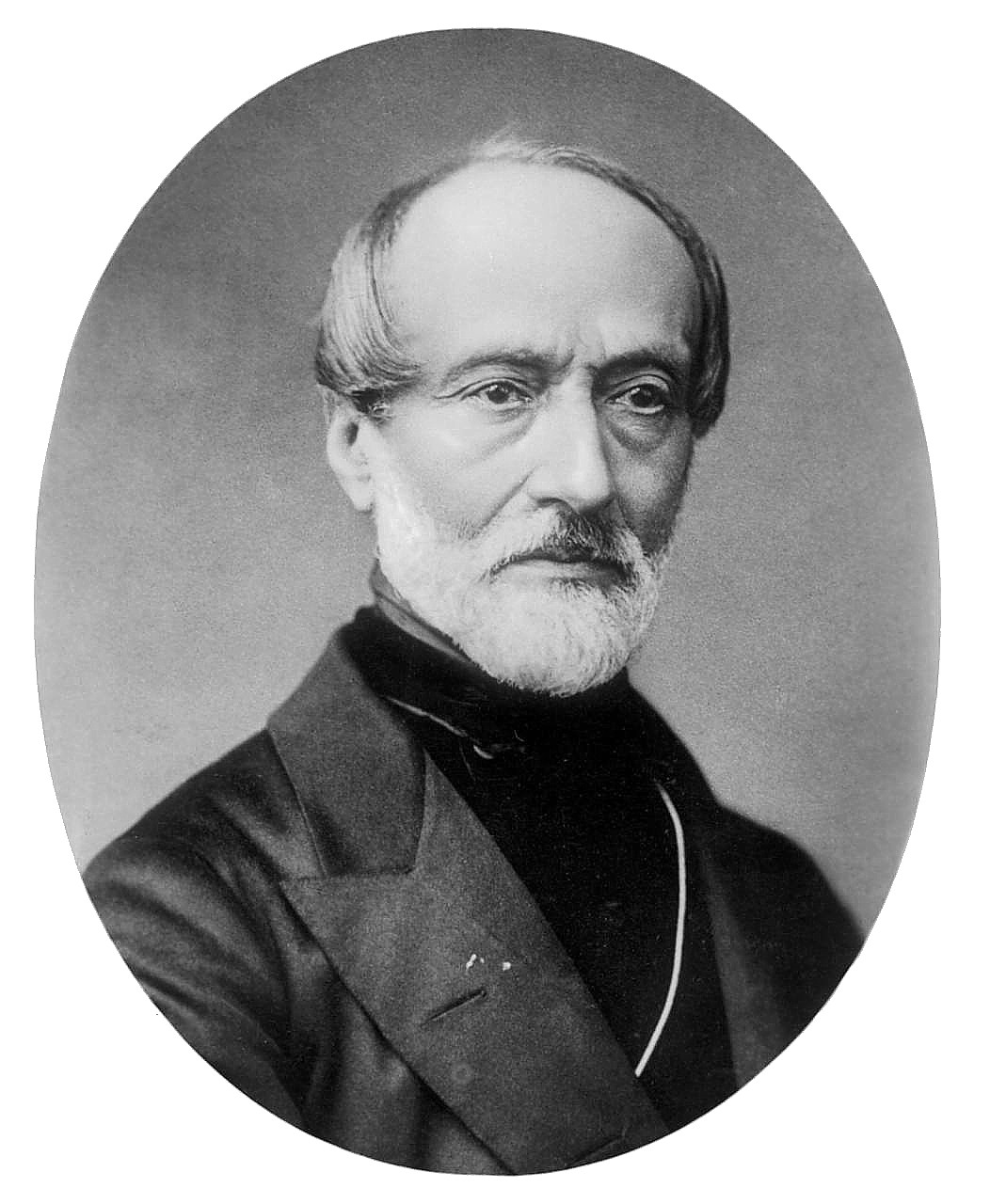
Giuseppe Mazzini, uno dei 3 protettori della Santa

Nella Santa potevano essere ammessi i giovani e ambiziosi esponenti delle cosche, smaniosi di rompere le catene dei vecchi vincoli della società di sgarro e di misurarsi con il mondo esterno, che offriva infinite possibilità di inserimento, di arricchimento, di
gratificazione.
Due sono gli elementi che appaiono decisivi. Il primo è costituito dall'impegno assunto dai santisti di “rinnegare la società di sgarro”. Dunque le vecchie regole, ancora valide per tutti i “comuni” mafiosi, non valgono più per la nuova élite della 'ndrangheta. Come detto i Santisti possono entrare in contatto con uomini politici, forze dell'ordine, avvocati. Ne risulta che l'infamità non rappresenta più uno sbarramento invalicabile, può essere aggirata e superata in vista dei vantaggi che la rete dei contatti non più preclusi può assicurare. Il secondo importante elemento è costituito dalla “terna” dei personaggi di riferimento prescelti per l'organizzazione della “Santa”. Non più gli Arcangeli della società di sgarro - Osso, Mastrosso e Carcagnosso - ma personaggi storici, ben noti nella tradizione culturale e politica italiana: Giuseppe Mazzini, Giuseppe Garibaldi e Alfonso La Marmora.
Garibaldi, Lamarmora, Mazzini erano appartenenti a logge massoniche, per di più in posizioni di vertice. Si spiega così la loro adozione come punti di riferimento da parte della Santa. Il santista viene riconosciuto da una croce grande pochi millimetri fatta con una lama su una spalla.

## Riti

### Formula riguardante il santista
D: Quando è nato il primo santista?
R: è nato il giorno della nascita del nostro santo Cristo
D: Quando è stato santizzato il primo santista?
R: Il 25 dicembre quando il santo Cristo è nato io sono stato santizzato
D: per mezzo di che cosa dimostrate di essere un santista?
R: per mezzo di una croce dietro la spalla destra.

### Il rito della chiave d'oro

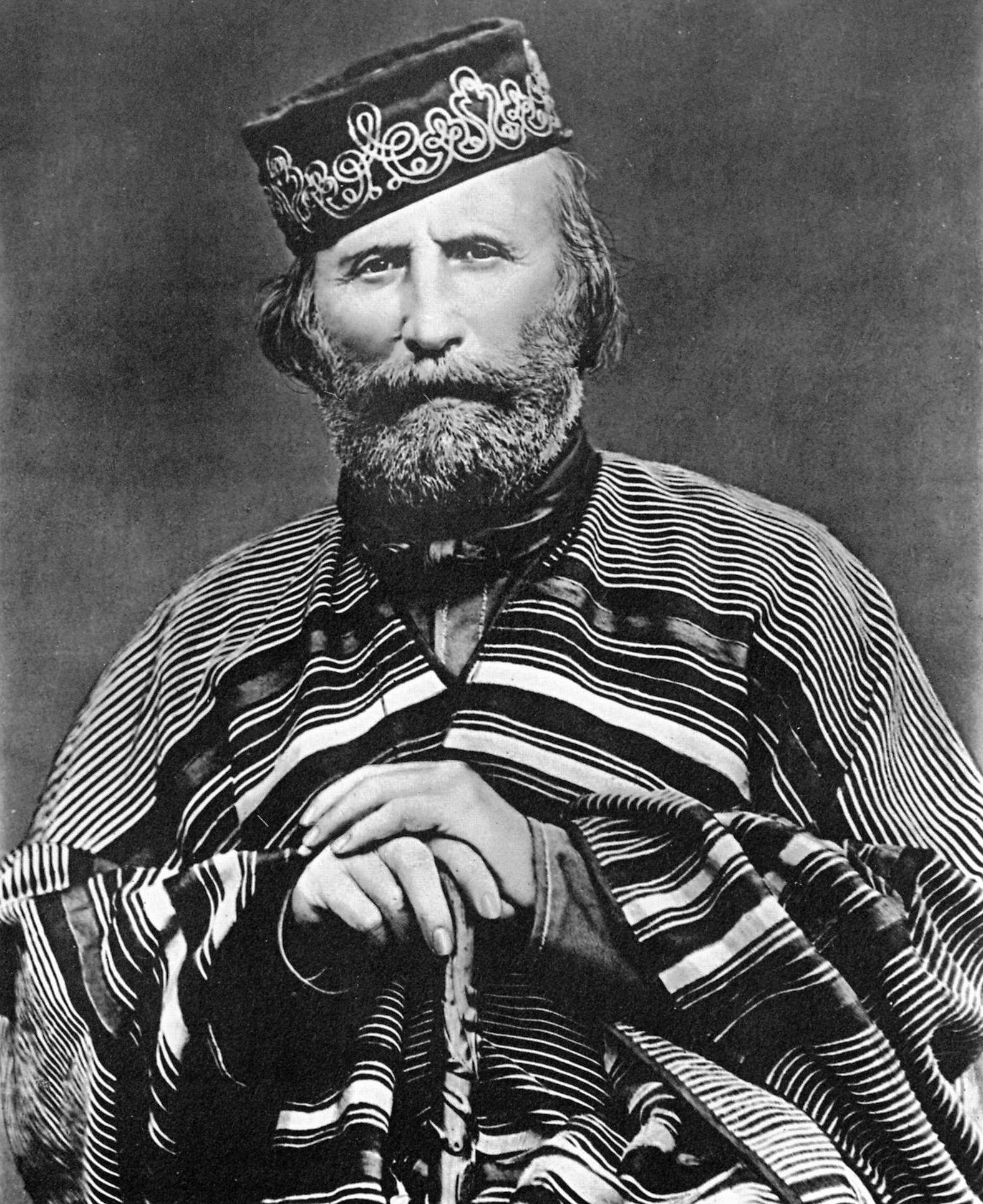
Giuseppe Garibaldi

Uno sgarrista, massimo grado della società minore che vuole passare alla società maggiore cioè la Santa riceve idealmente la cosiddetta chiave d'oro e attende il benestare della società maggiore di San Luca. Questo periodo di attesa è detto  Santa del Purgatorio.
La chiave viene così restituita in una riunione di santisti.
La tradizione vuole che questa chiave si trovi in fondo al mare e possa essere prelevata solo da santisti.

### Formula di concessione della dote di Santa
Giuro di portare sempre con me questa boccetta di veleno e, se per disgrazia dovessi tradire questi nuovi fratelli di Santa, di avvelenarmi con le mie stesse mani.
Giuro su questa arma e di fronte a questi nuovi fratelli di Santa di rinnegare la società di Sgarro e qualsiasi organizzazione e fare parte alla santa corona e dividere sorte e vita con questi nuovi fratelli.
Di seguito il testo di una riunione tra santisti che concede la dote di santa ad un affiliato intercettata per la prima volta a 
Castello Brianza (LC) nel 2014:
Giustappunto questa santa sera, nel silenzio della notte e sotto la luce delle stelle e lo splendore della luna formo la santa catena 
 Nel nome di Garibaldi, Mazzini e Lamarmora con parole d'umiltà formo la santa società 
Giuro di rinnegare tutto fino alla settima generazione da me fino ad oggi riconosciuta per salvaguardare l'onore dei miei saggi fratelli. 
 In nome di Garibaldi, Mazzini e Lamarmora passo la mia prima, seconda e terza votazione sul conto di - nome persona - 
 Se prima lo conoscevo come un saggio fratello fatto e non fidelizzato; da questo momento lo conosco come un mio saggio fratello. 
 Sotto la luce delle stelle e lo splendore della luna, sformo la santa catena. 
 Nel Nome di Garibaldi, Mazzini e Lamarmora, con parole d'umiltà è sformata la santa società.»
(durante una intercettazione nel 2014 a Castello Brianza (LC))

### Riti di riunione
Formazione della società di santa:
Tutti: Assemblea santisti

Capo società: Saggi fratelli buon giorno per ogni giorno, santa sera per i santisti, siete conformi?

Tutti: Su di che?

Capo società: Per formare società di Santa

Tutti: Conformissimi

Capo società: In questa santa notte sotto lo splendore delle stelle e della luna che abbraccia tutta la destra de santisti si forma e si riforma società sacra segreta con parole di uomo e parole d'omertà è formata la trinità, la società.»
()

### Notizie ante litteram
Le prime informazioni su una organizzazione chiamata "Santa" in Calabria si hanno nel reggino nel luglio del 1969, quando ne vengono arrestati i componenti capeggiati dal capobastone di Santa Caterina Oreste Sammarco.
La notizia fu data da Franco Lefevre e Mino Monicelli per L'Espresso.

## Locali in cui c'è una Santa
Questa lista è suscettibile di variazioni e potrebbe essere incompleta o non aggiornata.

- Locale di Africo[17]
- Locale di Bova[17]
- Locale di Gioia Tauro[17]
- Locale di Gioiosa Jonica[17]
- Locale di Palmi[17]
- Locale di Platì[17]
- Locale di Reggio Calabria[17]
- Locale di Rosarno[17]
- Locale di San Luca[17]
- Locale di Siderno
- Locale di Sinopoli[17]
- Locale di Grotteria
- Locale di Seminara
- Locale di Sant'Eufemia d'Aspromonte
- Locale di Delianuova

## Santisti di rilievo
- Girolamo Piromalli
- Paolo De Stefano
- Antonio Nirta
- Giuseppe Nirta
- Francesco Nirta
- Natale Iamonte
- Santo Araniti
- Antonio Arena
- Antonio Mammoliti
- Rocco Gioffrè
- Rocco Varone

## Quartino, trequartino e padrino
All'interno della Società maggiore si è a conoscenza di doti superiore a quella di Vangelo ma di cui non si hanno ancora le idee ben chiare come testimoniano le operazioni Infinito, Crimine e Minotauro del 2010-2011.
In ordine dalla più bassa alla più alta: quartino, trequartino e padrino. (o quintino) Il capo locale di Natile di Careri a Torino aveva una dote di padrino.
Secondo il pentito Paolo Iannò Capo-Locale di Gallico, santista e poi braccio destro di Pasquale Condello fino alla seconda guerra di 'ndrangheta esistevano i gradi di Vangelo, e trequartino e solo dagli anni novanta si è aggiunto il quartino. Sarebbe stata creata per riunire le Sante del territorio e c'era un rappresentante con dote di quartino per la Piana, uno per la città di Reggio e uno per l'area ionica.
Secondo il pentito Francesco Fonti la dote di quartino e trequartino vennero create "... per comodità di alcuni personaggi che volevano rimanere particolarmente segreti".
Si sa che il trequartino si differenzia dal vangelista per una croce sulla spalla destra.
Domenico Libri dell'omonima 'ndrina aveva la dote di quartino.
La dote di quartino viene trovata anche al di fuori della Calabria ed in particolare nell'inchiesta Maglio 3 del 2012 in cui viene intercettato il capo-locale di Genova Domenico Gangemi insieme a Domenico Oppedisano in cui parlava di conferire la dote di padrino.

### Riti per la dote di trequartino, quartino e padrino
- quartino:

()
- trequartino:

()
- padrino:

()

## Crociata, Stella, Bartolo, Mammasantissima, Infinito e Conte Ugolino
Dalle intercettazioni delle ultime operazioni Crimine e Infinito si viene a conoscenza di ulteriori doti assegnabili ad un affiliato che abbia almeno la dote di padrino.
Le dote in ordine crescente sono:
- Crociata è formata da 7 santisti
- Stella è formata da 5 evangelisti
- Bartolo
- Mammasantissima o Mamma capo di 5 padrini
- Infinito
- Conte Ugolino

Dalle intercettazioni emerge che Conte Ugolino sarebbe la dote più alta.
Si ricava dalle intercettazione che Pasquale Oppedisano (nipote di Domenico Oppedisano) avrebbe la dote di Stella e Santo Caridi la dote di Crociata (conferitagli tra il 7 novembre e il 19 dicembre 2008).

## Associazione
Esisterebbe inoltre la dote di associazione o Società, però mai menzionata nell'Operazione Crimine del 2010, ma nominata dal pentito Rocco Varacalli nell'operazione Minotauro come dote di alcuni affiliati in Piemonte.
Essa viene dalla terminologia giuridica: associazione a delinquere ed è dedicata ai capi che sono ai vertici dell'organizzazione.
Attualmente (2007) ci sarebbero solo 7 persone con la dote di associazione tra cui: Domenico Tegano e Antonio Papalia.

## Influenza culturale

### Letteratura
- Il romanzo Crimine Infinito di Cristiano Barbarossa e Fulvio Benelli è composto di quattro parti ("La Montagna", "La lunga notte di Mastrosso", "L'Albero della Scienza" e "La Santa"). L'ultima e quarta parte è dedicata alla Santa e rivela al suo protagonista l'esistenza, appunto, di questo organismo, le sue caratteristiche, il suo ruolo e chi può farne parte.